# Episinus
Episinus is een geslacht van spinnen uit de familie kogelspinnen (Theridiidae). Deze kleine spinnen bereiken een lengte van ongeveer 5 mm en komen vrijwel wereldwijd voor, met uitzondering van Groenland en Antarctica.

## Soorten
- Episinus affinis
- Episinus albescens
- Episinus albostriatus
- Episinus algiricus
- Episinus amoenus
- Episinus angulatus
- Episinus antipodianus
- Episinus aspus
- Episinus bicorniger
- Episinus bicornis
- Episinus bicruciatus
- Episinus bifrons
- Episinus bigibbosus
- Episinus bilineatus
- Episinus bimucronatus
- Episinus bishopi
- Episinus bruneoviridis
- Episinus cavernicola
- Episinus chiapensis
- Episinus chikunii
- Episinus coercerveus
- Episinus cognatus
- Episinus colima
- Episinus conifer
- Episinus crysus
- Episinus cuzco
- Episinus dominicus
- Episinus emanus
- Episinus erythrophthalmus
- Episinus fontinalis
- Episinus garisus
- Episinus gibbus
- Episinus gratiosus
- Episinus hickmani
- Episinus immundus
- Episinus implexus
- Episinus israeliensis
- Episinus juarezi
- Episinus kitazawai
- Episinus longabdomenus
- Episinus luteolimbatus
- Episinus macrops
- Episinus maculipes
- Episinus maderianus
- Episinus makiharai
- Episinus malachinus
- Episinus marginatus
- Episinus marignaci
- Episinus meruensis
- Episinus modestus
- Episinus moyobamba
- Episinus mucronatus
- Episinus nadleri
- Episinus nebulosus
- Episinus nubilus
- Episinus ocreatus
- Episinus panamensis
- Episinus pictus
- Episinus porteri
- Episinus punctisparsus
- Episinus putus
- Episinus pyrus
- Episinus recifensis
- Episinus rhomboidalis
- Episinus rio
- Episinus salobrensis
- Episinus similanus
- Episinus similitudus
- Episinus taibeli
- Episinus taprobanicus
- Episinus teresopolis
- Episinus theridioides
- Episinus truncatus
- Episinus typicus
- Episinus unitus
- Episinus variacorneus
- Episinus vaticus
- Episinus xiushanicus
- Episinus yoshidai
- Episinus zurlus